# Jessie (serial telewizyjny 2011)
Jessie – amerykański sitcom dla młodzieży stworzony przez Pamelę Eells O’Connell, należący do seriali Disney Channel Original Series. Główną rolę gra znana z serialu Nie ma to jak statek Debby Ryan. Jego premiera w USA odbyła się 30 września 2011 na kanale Disney Channel, natomiast w Polsce 23 grudnia tego samego roku na kanale Disney Channel.
11 marca 2012 roku serial dostał zamówienie na drugi sezon. 28 marca 2013 serial został przedłużony o trzeci sezon, którego produkcja rozpoczęła się w lipcu 2013 roku, zaś premiera odbyła się 5 października tego samego roku. 20 maja 2014 roku Adam Bonnett ogłosił, że powstanie 4. sezon serialu. W listopadzie 2014 Peyton List ogłosiła, że czwarty sezon jest ostatnim sezonem serialu.
25 lutego 2015 roku ogłoszono, iż powstanie spin-off serialu o nazwie Obóz Kikiwaka. W kontynuacji zobaczymy Peyton List, Karana Brara i Skai Jackson. Jej produkcja rozpoczęła się na początku maja 2015, zaś premiera odbyła się 31 lipca tego samego roku.

## Fabuła
Jessie, piękna nastolatka pochodząca z Teksasu, przyjeżdża do Nowego Jorku, gdzie przez przypadek zostaje nianią u zamożnego małżeństwa Morgana i Christiny z czworgiem dzieci: Emmą, Ravim, Lukiem i Zuri. Wkrótce po rozpoczęciu pracy, dziewczyna zaprzyjaźnia się z lokajem Bertramem i 20-letnim portierem Tonym.

## Obsada

### Główna
- Debby Ryan jako Jessie Prescott[7] – główna bohaterka serialu. Ma 22 lata i opiekuje się dziećmi państwa Ross. Zakochał się w niej Tony. Ona też czuje do niego miętę. Ładnie śpiewa i gra na gitarze. Ma długą listę nieudanych związków. Kocha dzieciaki mimo tego, że często z niej żartują. W odcinku „There’s Goes the Bride” prawie wyszła za mąż za syna pani Chesterfield, jednak tego nie zrobiła.
- Peyton Roi List jako Emma Ross[7] – najstarsza z rodzeństwa Ross. Jest jedynym biologicznym dzieckiem Morgana i Christiny. Ma 16 lat. Chce już być dorosła. Uwielbia magazyn „Leopard” i projektanta Arturo Vitalia.
- Cameron Boyce (zm. 6 lipca 2019) jako Luke Ross[7] – starszy brat Raviego i Zuri oraz młodszy brat Emmy. Podoba mu się Jessie, lecz ona tego nie odwzajemnia. Bardzo dobrze tańczy. Spodobał się Przerażającej Connie.
- Karan Brar jako Ravi Ross[7] – został adoptowany z Indii. Ma wielkiego gada o imieniu Pani Kipling. Lubi jeść ostre papryczki. Jest dziwny, lecz uroczy na swój sposób. Starszy brat Zuri i młodszy brat Luke’a i Emmy. Według Jessie najgrzeczniejszy z dzieci państwa Ross.
- Skai Jackson jako Zuri Ross[7] – najmłodsza z rodziny Rossów. Miała wymyśloną przyjaciółkę – syrenkę Mili. Została adoptowana w Afryce.
- Kevin Chamberlin jako Bertram Winkle[7] – kamerdyner państwa Rossów. Choć jest kamerdynerem, to jest bardzo leniwy i nie wywiązuje się ze swoich obowiązków. Nie lubi dzieci.

### Drugoplanowa
- Chris Galya jako Tony – recepcjonista w wieżowcu, w którym mieszkają państwo Ross. Zakochał się ze wzajemnością w Jessie.
- Chip Esten jako Morgan Ross – reżyser, mąż Christiny Ross i ojciec czworga dzieci. Kocha swoje dzieci, jak i żonę.
- Christina Moore jako Christina Ross – była modelka z ogromną firmą. Jest to żona Morgana Ross i matka czworga dzieci.
- Frank jako pan/pani Kipling – gad Raviego i „zwierzątko” rodziny. W ostatnim odcinku serii pierwszej okazuje się, że to samica.
- Carolyn Hennesy jako Rhoda Chesterfield – sąsiadka rodziny Ross, bardzo niemile do nich nastawiona. Zakochana w Bertramie. Posiada pieska, którego przed jastrzębiem uratował wtedy uznawany za pana Kipling.*
- Sierra McCormick jako Przerażająca Connie – dziewczyna ze szkoły Luke’a. Jest w nim zakochana.
- Jennifer Veal jako Niania Agata – zła niania, która nienawidzi Jessie. Jest strasznie brzydka. Ma siostrę bliźniaczkę Angelę.
- Joey Richter jako oficer Petey – policjant, który ma obsesję na punkcie sztuki. Początkowo miał być aktorem.
- Kelly Gould jako Rosie – najlepsza przyjaciółka Emmy. Początkowo Emma bała się jej, lecz później stały się przyjaciółkami. Razem z Emmą prowadzi bloga o modzie „Kitty Couture”.
- J.J. Totah jako Stuart Wooten – 9-letni chłopiec, który zakochał się w Zuri. Później staje się przyjacielem Raviego.

## Wersja polska
Opracowanie i udźwiękowienie wersji polskiej:
- Studio M.R. Sound (odc. 1-54),
- SDI Media Polska (odc. 55-101)

Reżyseria: Artur Kaczmarski

Dialogi:
- Tomasz Robaczewski (odc. 1-54),
- Mai Tran (odc. 55-96, 99-101),
- Barbara Robaczewska (odc. 97-98)

Dźwięk: Krzysztof Podolski (odc. 1-54)

Montaż:
- Krzysztof Podolski (odc. 1-54),
- Magdalena Waliszewska (odc. 55-64, 67, 72, 75-78, 80-83, 85-87)

Kierownictwo produkcji:
- Aneta Studnicka (odc. 1-54),
- Ewa Krawczyk

Udział wzięli:
- Ewa Prus – Jessie
- Aleksandra Kowalicka – Emma
- Jan Rotowski – Luke
- Franciszek Dziduch – Ravi
- Matylda Kaczmarska – Zuri
- Michał Piela – Bertram

oraz
- Krzysztof Cybiński – Morgan Ross
- Michał Podsiadło – Tony
- Izabella Bukowska-Chądzyńska – Christina Ross
- Ewa Serwa – Rhoda Chesterfield
- Justyna Bojczuk – Connie
- Grzegorz Kwiecień – oficer Petey
- Angelika Kurowska – Rosie
- Jakub Jankiewicz – Stuart Wooten

## Odcinki
| Seria | Seria | Odcinki    | Odcinki     | Premierowa emisja   | Premierowa emisja    | Premierowa emisja | Premierowa emisja   |
| Seria | Seria | USA        | Polska      | Premiera serii      | Finał serii          | Premiera serii    | Finał serii         |
| --- | ----- | ---------- | ----------- | ------------------- | -------------------- | ----------------- | ------------------- |
| | 1     | 1–26 (26)  | 1–26 (26)   | 30 września 2011    | 7 września 2012      | 23 grudnia 2011   | 2 lutego 2013       |
| | 2     | 27–52 (26) | 27–54 (28)  | 5 października 2012 | 13 września 2013     | 16 marca 2013     | 26 stycznia 2014    |
| | 3     | 53–78 (26) | 55–81 (27)  | 5 października 2013 | 28 listopada 2014    | 9 lutego 2014     | 25 kwietnia 2015[A] |
| | 4     | 79–98 (20) | 82–100 (19) | 9 stycznia 2015     | 16 października 2015 | 6 września 2015   | 9 czerwca 2016[B]   |
| - A^ Ostatni odcinek sezonu wyemitowano 10 grudnia 2014, jednak pominięto osiem, z których ostatni wyemitowano 25 kwietnia 2015 roku. - B^ Ostatni odcinek serii wyemitowano 9 czerwca 2016, jednak pominięto jeden, którego nigdy nie wyemitowano. |       |            |             |                     |                      |                   |                     |

## Produkcja
Kręcenie serialu Jessie rozpoczęło się wiosną 2011 roku. Początkowo Emma miała się nazywać Anabelle, Luke miał być chłopcem z Korei o imieniu Hiro, a Ravi chłopcem z Ameryki o imieniu Javier. Ostatecznie zmieniono jednak ich charaktery na takie, jakie są teraz. Sezon 1 miał początkowo liczyć jedynie 13 odcinków, ale ostatecznie zostało potwierdzone kolejne 13. Gdy został potwierdzony 2 sezon serialu, został potwierdzony także film na podstawie serialu, jednakże okazało się, że to nie będzie film, tylko specjalny godzinny odcinek o nazwie „G.I. Jessie”. W 3 sezonie został potwierdzony specjalny dwugodzinny odcinek kończący sezon, w którym Jessie miała wziąć ślub, jednak został on podzielony na cztery części. Jak się okazało później, czwarty sezon serialu będzie jego ostatnim sezonem, a finał całego serialu został wyemitowany 16 października 2015 roku. Został potwierdzony także spin off na podstawie serialu, w którym główne role odtwarzają Peyton List jako Emma, Karan Brar jako Ravi oraz Skai Jackson jako Zuri. Cameron Boyce nie zagrał głównej roli w serialu, gdyż gra główną rolę w serialu Disney XD o nazwie „Poradnik zakręconego gracza”.
Serial posiada mnóstwo crossoverów z innymi serialami Disneya. Pierwszym crossoverem Jessie był Austin i Jessie i Ally, który był świątecznym crossoverem z serialem Austin i Ally i został wyemitowany 7 grudnia 2012 roku. Kolejnym crossoverem był świąteczny crossover z serialem Powodzenia, Charlie! o nazwie „Powodzenia Jessie”, który został wyemitowany 30 listopada 2013 roku. Następnym crossoverem był animowany halloweenowy crossover z serialem „Mega Spider-Man: Wojownicy sieci”, a kolejnym świąteczny crossover z serialem Liv i Maddie, który został wyemitowany 29 listopada 2014 roku. Następnym crossoverem był crossover z Nie ma to jak hotel, w którym Jessie spotkała Moseby’ego. Szóstym crossoverem będzie crossover z serialem To nie ja, w którym wystąpią Logan i Delia z tego serialu. Zostanie on wyemitowany 2 października 2015 roku. Siódmym i ostatnim crossoverem będzie crossover z serialem Nastoletnia agentka, w którym wystąpią Emma i Zuri z serialu Jessie. Zostanie on wyemitowany 4 października 2015 roku.
Jessie pobił rekord w ilościach crossoverów, gdyż zawiera ich najwięcej ze wszystkich seriali Disneya. Zaraz po nim plasuje się Austin i Ally, który posiada 4 crossovery.